# Hernán Auguste
Hernán "Bebe" Auguste (Buenos Aires, 8 de septiembre de 1970) es un exjugador de pádel argentino.

## Carrera deportiva
Auguste se inició jugando al tenis, llegando a jugar torneos de ATP. En 1991 se volcó enteramente al pádel, aprovechando el boom que vivió este deporte en la Argentina durante aquellos años.
Su primer pareja con la que destacó fue Mariano Lasaigues con quien jugó entre 1992 y 1996. En 1994 alcanzaron juntos la final del Campeonato Mundial de Pádel por parejas. Aún juntos, en 1996 lograron su primer Campeonato del Mundo por equipos, jugando juntos en la final ante España. Luego de separarse de Maru Lasaigues, hace pareja con el Nº1 Alejandro Lasaigues con quien logra el puesto Nº1 del pádel profesional argentino en 1997 y 1998, considerado por entonces como el circuito más importante del mundo. En 1999 decide radicarse en España para continuar su carrera profesional, por lo que se separa de Lasaigues.
En 2000, hace pareja con Juan Martín Díaz y juegan el circuito español. Ambos logran el Campeonato del Mundo por parejas en 2000 y Auguste también levanta su segundo trofeo por equipos, jugando en la final con Maru Lasaigues. Tras un gran 2001, la pareja Díaz-Auguste se consagra como la pareja Nº1 del mundo al adjudicarse el Circuito Internacional de la FEP. Pese a los buenos resultados, Díaz decide separarse para 2002 y formar pareja junto a Fernando Belasteguín. Auguste pasó a formar pareja con Pablo Martínez Semprún, quedando ambos por debajo de Díaz/Belasteguín en el ranking. En 2002, Auguste también logra su tercer mundial por equipos, disputando la final junto a Gaby Reca.
En 2003 vuelve a formar pareja con Maru Lasaigues pero no logran inquietar a los Nº1 Díaz/Belasteguín. Para 2004, forma una sólida pareja junto a Cristian Gutiérrez Albizu, logrando 3 títulos. En Buenos Aires, conquista su cuarto mundial por equipos, jugando con Gutiérrez en la final. La dupla con Gutiérrez sigue en 2005 y 2006, levantando juntos los Campeonatos del Mundo por parejas (2º título) y por equipos (5º título) de 2006.
A partir de 2007 forma otra sólida pareja, esta vez junto a Gabriel Reca, permaneciendo juntos durante 4 años y ganando varios títulos. En 2011 forma pareja junto a Matías Díaz Sangiorgio, con quien también compite la mayor parte de 2012. A fines de 2012 decide su retiro tras más de 20 años en el pádel profesional. Clasifica al Masters de fin de año y juega su último torneo en compañía de Juan Martín Díaz.

## Tras su retiro, sigue promoviendo el pádel
En Buenos Aires, desde el 2014 hasta el 2021 trabajó dentro de la organización del Circuito World Padel Tour, siendo el responsable de la Dirección de Expansión. En estos años se logró llevar el circuito a más de 15 países, logrando una gran evolución del circuito a nivel Internacional.
En octubre de 2021 entra dentro del Grupo LeDap como CPO (Chief Padel Officer) con el objetivo de promover el pádel y hacerlo accesible para todos. LeDap está compuesto por diferentes compañías, entre ellas la cadena de clubes más grande del mundo, con más 130 clubes en Europa y Middle East; el ecommerce Racketspecialisten; la empresa MejorSet Padel Courts reconocida mundialmente por su presencia en torneos internacionales siendo la empresa constructora e instaladora de las pistas de pádel oficiales de muchos de ellos; el torneo del WPT Swedish Padel Open que se celebra en Estocolmo y Malmo; y  plataformas de reserva de pista tales como Bookli, que pasará a ser LeDap App próximamente. 

## Padel Pro Tour (desde 2006)

### Títulos
| N.º | Año                      | Torneo     | Pareja       | Oponentes en la final                 | Resultado   |
| --- | ------------------------ | ---------- | ------------ | ------------------------------------- | ----------- |
| 1.  | 14 de octubre de 2007    | Sevilla    | Gabriel Reca | Cristian Gutiérrez Sebastián Nerone   | 6-4 6-2     |
| 2.  | 21 de octubre de 2007    | Logroño    | Gabriel Reca | Cristian Gutiérrez Sebastián Nerone   | 6-2 3-6 6-3 |
| 3.  | 15 de junio de 2008      | Valencia   | Gabriel Reca | Juan Martín Díaz Fernando Belasteguín | 7-5 1-6 7-5 |
| 4.  | 2 de noviembre de 2008   | Alicante   | Gabriel Reca | Cristian Gutiérrez Sebastián Nerone   | 6-2 7-5     |
| 5.  | 14 de junio de 2009      | Benicasim  | Gabriel Reca | Cristian Gutiérrez Sebastián Nerone   | 6-2 6-3     |
| 6.  | 13 de septiembre de 2009 | Sevilla    | Gabriel Reca | Matías Díaz Miguel Lamperti           | 6-1 2-6 6-4 |
| 7.  | 7 de agosto de 2011      | Fuengirola | Matías Díaz  | Sanyo Gutiérrez Sebastián Nerone      | 6-7 6-2 7-5 |

### Finales
| N.º | Año                     | Torneo                   | Pareja       | Oponentes en la final                 | Resultado   |
| --- | ----------------------- | ------------------------ | ------------ | ------------------------------------- | ----------- |
| 1   | 19 de agosto de 2007    | Fuengirola               | Gabriel Reca | Juan Martín Díaz Fernando Belasteguín | 4-6 2-6     |
| 2   | 24 de agosto de 2007    | El Puerto de Santa María | Gabriel Reca | Juan Martín Díaz Fernando Belasteguín | 5-7 4-6     |
| 3   | 2 de septiembre de 2007 | Palma de Mallorca        | Gabriel Reca | Juan Martín Díaz Fernando Belasteguín | 3-6 7-5 3-6 |
| 4   | 1 de noviembre de 2007  | Alicante                 | Gabriel Reca | Juan Martín Díaz Fernando Belasteguín | ?           |
| 5   | 16 de diciembre de 2007 | Madrid PPT Masters       | Gabriel Reca | Juan Martín Díaz Fernando Belasteguín | 2-6 6-7     |
| 6   | 12 de mayo de 2008      | Santander                | Gabriel Reca | Juan Martín Díaz Fernando Belasteguín | 1-6 6-3 6-7 |
| 7   | 9 de noviembre de 2008  | Salamanca                | Gabriel Reca | Matías Díaz Miguel Lamperti           | 4-6 4-6     |
| 8   | 23 de noviembre de 2008 | Madrid PPT Masters       | Gabriel Reca | Cristian Gutiérrez Seba Nerone        | 3-6 6-7     |
| 9   | 17 de mayo de 2009      | Granada                  | Gabriel Reca | Matías Díaz Miguel Lamperti           | 6-3 4-6 2-6 |
| 10  | 5 de julio de 2009      | Valladolid               | Gabriel Reca | Juan Martín Díaz Fernando Belasteguín | 2-6 5-7     |
| 11  | 8 de noviembre de 2009  | Logroño                  | Gabriel Reca | Pablo Lima Juani Mieres               | 4-6 3-6     |
| 12  | 15 de noviembre de 2009 | La Coruña                | Gabriel Reca | Matías Díaz Miguel Lamperti           | 3-6 7-5 4-6 |
| 13  | 2 de mayo de 2010       | Ciudad Real              | Gabriel Reca | Pablo Lima Juani Mieres               | 3-6 5-7     |
| 14  | 5 de junio de 2010      | Barcelona                | Gabriel Reca | Juan Martín Díaz Fernando Belasteguín | 2-6 3-6     |
| 15  | 4 de julio de 2010      | Valladolid               | Gabriel Reca | Pablo Lima Juani Mieres               | 3-6 2-6     |
| 16. | 14 de agosto de 2011    | Gijón                    | Matías Díaz  | Juan Martín Díaz Fernando Belasteguín | 1-6 4-6     |
| 17. | 4 de septiembre de 2011 | Palma de Mallorca        | Matías Díaz  | Sanyo Gutiérrez Seba Nerone           | 4-6 6-7     |
| 18. | 18 de noviembre de 2012 | Bilbao                   | Pablo Lima   | Sanyo Gutiérrez Seba Nerone           | 3-6 3-6     |
| 19. | 2 de diciembre de 2012  | Logroño                  | Pablo Lima   | Sanyo Gutiérrez Seba Nerone           | 3-6 4-6     |